# Lasioglossum laevigatum
Lasioglossum laevigatum là một loài Hymenoptera trong họ Halictidae. Loài này được Kirby mô tả khoa học năm 1802.